# Fase Sopris
La fase Sopris (1000-1250) és un període de ceràmica tardana de la cultura caçadora-recol·lectora del Purgatoire Superior, també conegut com el complex Alt Purgatoire. Va ser descobert per primera vegada al sud de Colorado, prop de l'actual ciutat de Trinidad (Colorado). La Fase Sopris semblava estar molt influenciada pels Pueblos com Taos i Pecos, i a través del comerç a la zona alta del Riu Grande.

## Jaciments Sopris
Dos jaciment Sopris de les planes trobats a l'embassament de Trinitat, Leone Bluff (jaciment 5LA1211) i el jaciment ID 5LA1416, estan ubicats al comtat de Las Animas (Colorado), vora Segundo. Els jaciments Trinidad foren trobats en 1962 quan Herbert Dick del Trinidad State Junior College va conduir una investigació arqueològica de l'embassanebt Trinitat. En la dècada de 1980 s'havien completat més estudis arqueològics en un total de 300 jaciments. El jaciment 5LA1416 contenia evidències d'ocupació a través de les tres fases Sopris. L'arquitectura ha estat influenciada de maig pels vilatans de les planures, de les cultures Panhandle i Rio Grande. La terrissa, però, va ser decididament com la dels Pueblo de la zona de Riu Grande.
Els jaciments Leone Bluff (Jaciment 5LA1211) i ID 5LA1416 tenen evidències de quatre habitatges identificats com a ocupacions de Fase Sopris d'entre 1150 i 1300. Les restes de ceràmica s'utilitzaven per identificar la fase Sopris i tres períodes posteriors d'estada: Fase post-Sopris (al voltant de 1300-1450) històric hispanoamericana (al voltant de 1670-1890) i apatxes històrics (al voltant de 1750-1900). S'ha trobat esquelets d'apatxes o de pobles amb ancestres atapascans.
El Districte Arqueològic Trinchera Cave també és un jaciment de Fase Sopris.

## Fases
L'arquitectura, terrissa i béns materials varien força durant les fases Sopris.

### Inicial
La fase Sopris inicial es va produir entre 1000-1100. Els pobles habitaven en cases de fossa, estructures de jacal i campaments. La ceràmica trobada als jaciments Sopris inicial inclou el gris Taos i la clarament diferent ceràmica plana Sopris. Les puntes lítiques utilitzades més populars eren les de cantonada amb osques. Els metates de la conca foren utilitzats durant aquest temps.

### Primerenca
El següent període va ocórrer entre 1100-1150. Els habitatges eren de tova o una combinació de tova i construcció jacal. La ceràmica trobada en llocs primerencs Sopris inclouen: gris Taos, ceràmica plana Sopris, i l'aparició de terrissa negre sobre blanc, marcada amb cordes, polida i incisa. Els béns materials inclouen metates, turqueses i comptes de pedra i petxina. El blat de moro era conreat una mica durant aquest període.

### Final
El darrer període esdevingué entre 1150-1250. Les cases eren fetes de maons de lloses de pedra arenisca, amb les cantonades arrodonides i pals de suport.
Hi va haver un predomini de terrissa incisa negre Taos i blanc i Taos gris durant aquest temps. També s'hi ha trobat metates de llosa.